# Soparfi
Les SOPARFI sont des « Sociétés de participations financières » dont le statut fiscal a été créé  le 24 décembre 1990 par un règlement Grand-Ducal relatif aux dispositions fiscales des sociétés mères et filiales (Mémorial A no 82 du 31/12/1990).
La Soparfi est un type de holding luxembourgeoise dont la vocation est la détention de participations dans des sociétés filiales, européennes notamment (non cotées ou cotées).
La Soparfi bénéficie des avantages de la Directive mère-fille (no 2003/123/CE du 23 décembre 2003) : cela signifie qu'elle peut encaisser les dividendes distribués par ses filiales, sans retenue à la source dans le pays où elles sont localisées.
Par contre, lorsqu'elle distribue des dividendes à ses actionnaires une retenue à la source de 15 % est d'application sauf si les actionnaires sont des personnes physiques résidentes ou des personnes morales européennes.